# 한쪽 눈을 감아요
《한쪽 눈을 감아요》는 1994년 6월 20일부터 1994년 9월 30일까지 방영된 한국방송공사 2TV 일일연속극이다.
한편, 최기범 역의 석광렬이 1994년 7월 25일 교통사고로 중상을 입고 입원하면서 중도하차하게 되자 김승환을 8월 19일부터 중도투입시켰으나 시청률이 갈수록 떨어져 일찍 막을 내려야 했는데, 황당한 줄거리 등으로 비난을 샀다.

## 등장 인물
- 엄정화 : 김유진
- 석광렬 -> 김승환 : 최기범
- 이응경 : 정영주
- 박진성 : 김욱진
- 황준욱 : 이홍철
- 김현아 : 강윤희
- 변희봉
- 박주아
- 김형자
- 장항선
- 유선애
- 김소유
- 오미희
- 임혁
- 연규진
- 박원숙

## 참고 사항
- 이응경이 맡았던 정영주 역은 당초 이승연이 낙점됐지만 MBC 《사랑을 그대 품안에》 캐스팅으로 고사했으며[3] 해당 작품(한쪽 눈을 감아요)에서 강윤희 역을 맡았던 김현아와 《사랑을 그대 품안에》에서 서영지 역을 맡았던 곽진영이 MBC 공채 19기 탤런트 시험에 응시했으나 탈락했고 김현아 곽진영은 KBS 14기(김정난)[4] MBC 20기(곽진영)로 간신히 데뷔했다.
- 저조한 시청률로 인해 70부작으로 조기 종영되었다